# Fléchin
Fléchin est une commune française située dans le département du Pas-de-Calais en région Hauts-de-France. Ses habitants sont appelés les Fléchinois.
La commune fait partie de la communauté d'agglomération du Pays de Saint-Omer qui regroupe 53 communes et compte 104 937 habitants en 2021.

## Géographie

### Localisation
Localisée dans le centre-est du département du Pas-de-Calais, Fléchin est une commune située, à vol d'oiseau, à 12 km au nord-est de la commune de Fruges, à 13 km à l'est de la commune de Lillers et à 21 km au sud de la commune de Saint-Omer (chef-lieu d'arrondissement).
Le territoire de la commune est limitrophe de ceux de cinq communes.
Les communes limitrophes sont  Bomy, Enquin-lez-Guinegatte, Erny-Saint-Julien, Febvin-Palfart et Laires.

### Géologie et relief
La superficie de la commune est de 10,99 km2 ; son altitude varie de 62  à   178 m.
On distingue dans la commune (également visible sur la carte géologique, quelques affleurements tertiaires, comme aussi dans la proche région à Aumerval, Burbure, Divion, Bourecq. Ces affleurements du cénozoïques peuvent abriter une flore originale.

### Hydrographie
Le territoire de la commune est situé dans le bassin Artois-Picardie.
Le village est drainé et irrigué par divers cours d’eau et zones humides La Douce Fontaine, les Petites Laquette, la Fosse Baudrelle, et beaucoup de petites sources qui expliquent la présence d’un ancien moulin avec chute d’eau, et d'anciennes cressonnières.
la commune est traversée par le ruisseau Surgeon, cours d'eau d'une longueur de  9,37 km, qui prend sa source dans la commune de Febvin-Palfart se jette dans la Laquette au niveau de la commune d'Estrée-Blanche.

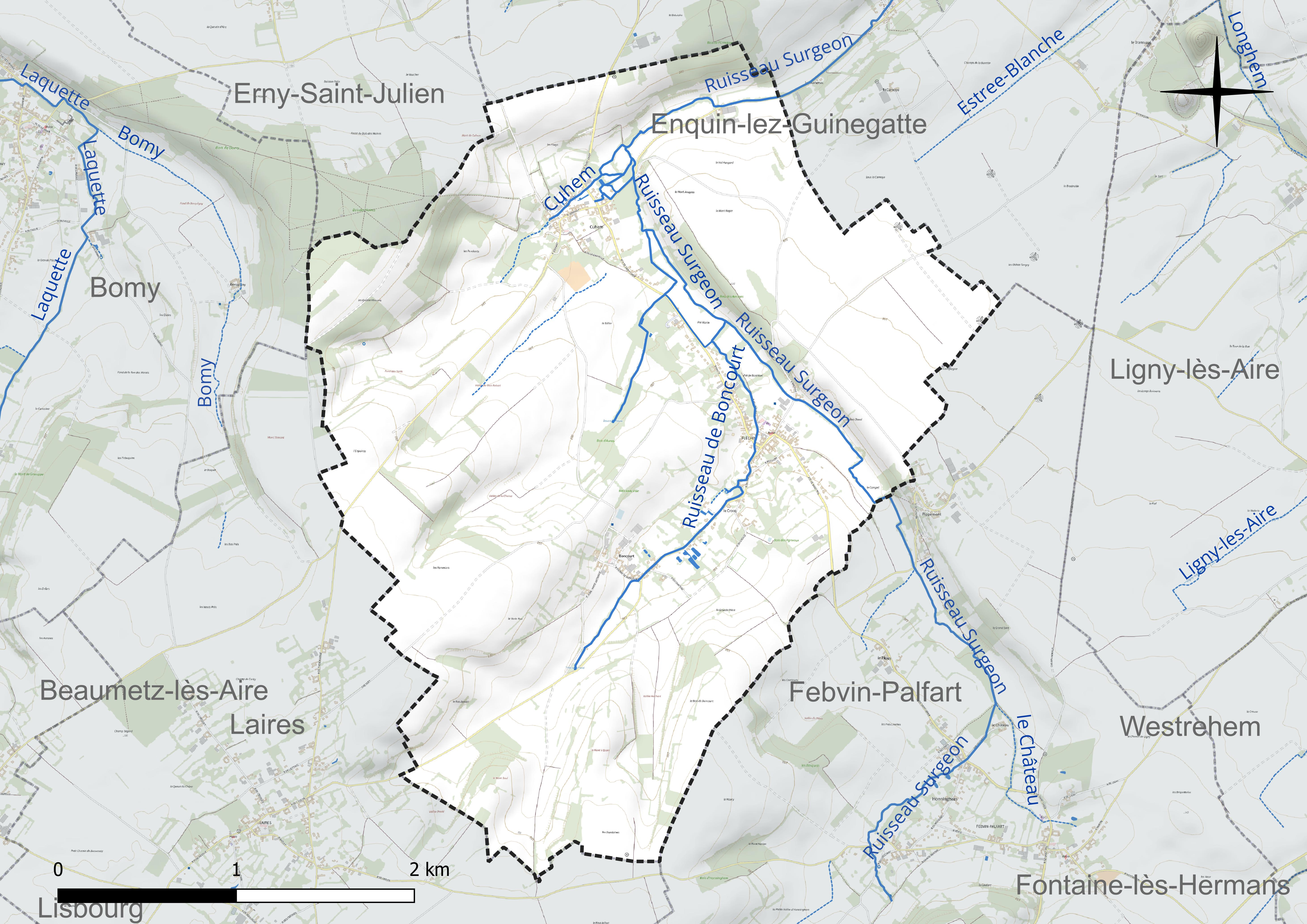
Réseau hydrographique de Fléchin.

Le ruisseau Surgeon a trois affluents sur la commune :
- le ruisseau de boncourt, d'une longueur de  2,44 km, qui prend sa source dans la commune et se jette dans le ruisseau Surgeon au niveau de la commune[5] ;
- le ruisseau de boncourt, d'une longueur de  1,52 km, qui prend sa source dans la commune et se jette dans le ruisseau Surgeon au niveau de la commune[6] ;
- le Cuhem, d'une longueur de  0,79 km, qui prend sa source dans la commune et se jette dans le ruisseau Surgeon au niveau de la commune[7].

### Climat
Pour des articles plus généraux, voir Climat des Hauts-de-France et Climat du Pas-de-Calais.
En 2010, le climat de la commune est de type climat océanique franc, selon une étude du CNRS s'appuyant sur une série de données couvrant la période 1971-2000. En 2020, Météo-France publie une typologie des climats de la France métropolitaine dans laquelle la commune est exposée à un climat océanique et est dans la région climatique Côtes de la Manche orientale, caractérisée par un faible ensoleillement (1 550 h/an) ; forte humidité de l’air (plus de 20 h/jour avec humidité relative > 80 % en hiver), vents forts fréquents.
Pour la période 1971-2000, la température annuelle moyenne est de 10,1 °C, avec une amplitude thermique annuelle de 13,5 °C. Le cumul annuel moyen de précipitations est de 873 mm, avec 12,7 jours de précipitations en janvier et 8,9 jours en juillet. Pour la période 1991-2020, la température moyenne annuelle observée sur la station météorologique la plus proche, située sur la commune de Fiefs à 7 km à vol d'oiseau, est de 10,4 °C et le cumul annuel moyen de précipitations est de 1 070,6 mm,. Pour l'avenir, les paramètres climatiques de la commune estimés pour 2050 selon différents scénarios d'émission de gaz à effet de serre sont consultables sur un site dédié publié par Météo-France en novembre 2022.

### Milieux naturels et biodiversité
La commune est insérée dans un environnement boisé et irriguée par divers cours d’eau et zones humides.

#### Espèces faunistiques et floristiques
Le site de l’Inventaire national du patrimoine naturel (INPN) recense 300 espèces faunistiques et floristiques sur le territoire de la commune dont 26 protégées et 11 taxons (espèces et sous-espèces) menacées et quasi-menacées.

## Urbanisme

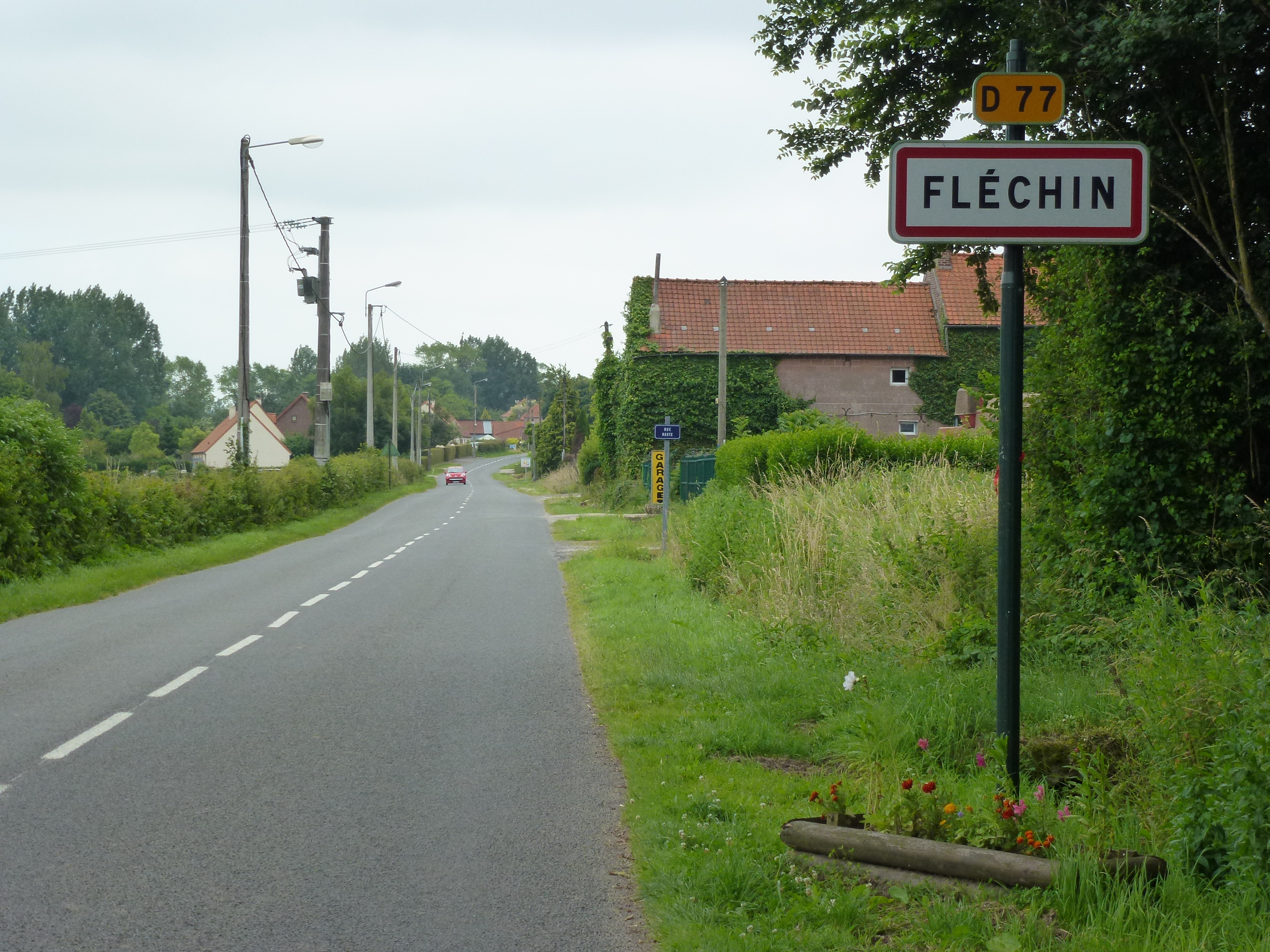
Une entrée de la commune.

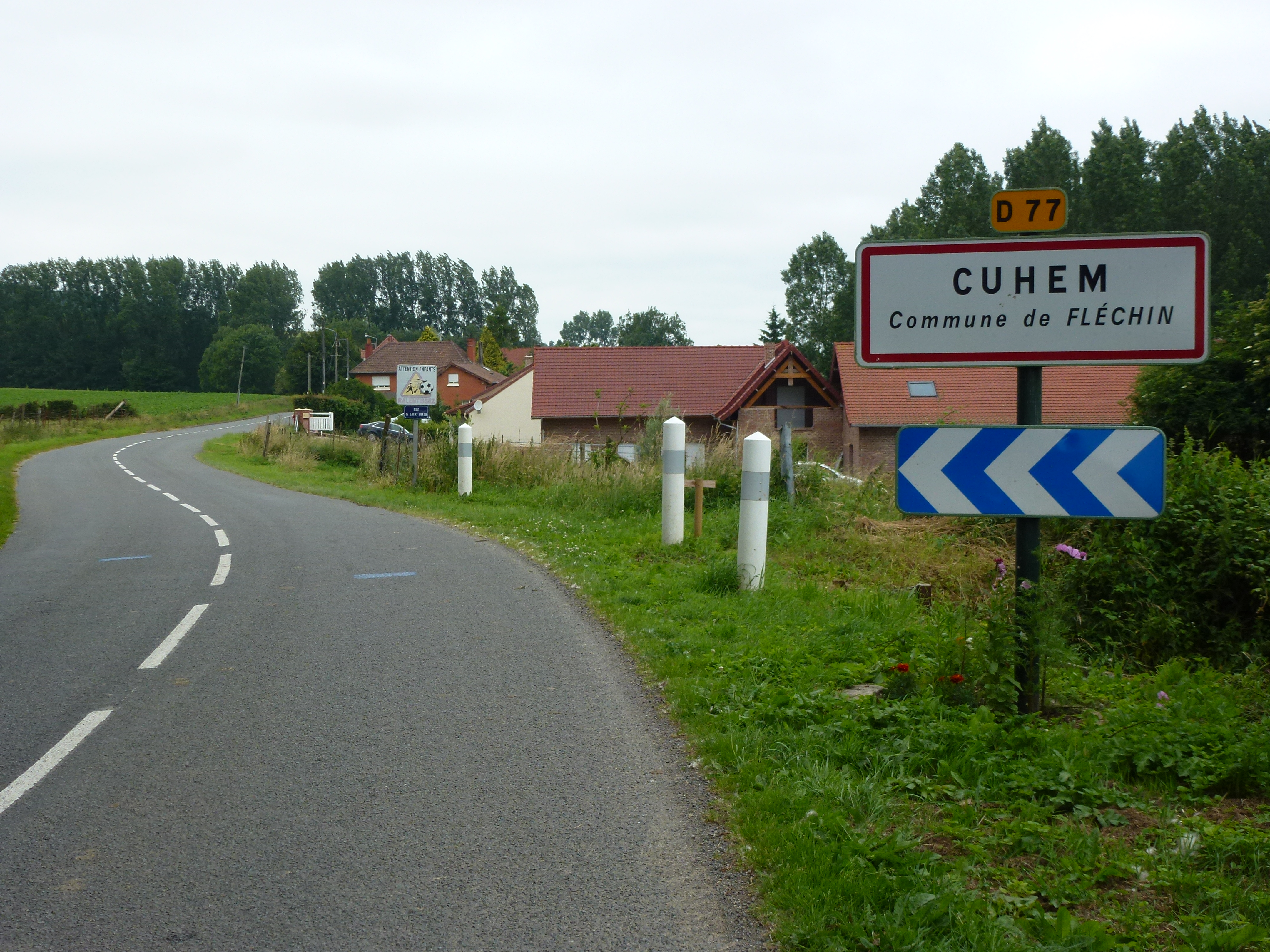
une entrée de Cuhem, hameau de Fléchin.

### Typologie
Au 1er janvier 2024, Fléchin est catégorisée commune rurale à habitat dispersé, selon la nouvelle grille communale de densité à sept niveaux définie par l'Insee en 2022.
Elle est située hors unité urbaine et hors attraction des villes,.

### Occupation des sols
L'occupation des sols de la commune, telle qu'elle ressort de la base de données européenne d’occupation biophysique des sols Corine Land Cover (CLC), est marquée par l'importance des territoires agricoles (93,1 % en 2018), en diminution par rapport à 1990 (94 %). La répartition détaillée en 2018 est la suivante : 
terres arables (54,4 %), prairies (38,8 %), zones urbanisées (5,5 %), forêts (1,4 %). L'évolution de l’occupation des sols de la commune et de ses infrastructures peut être observée sur les différentes représentations cartographiques du territoire : la carte de Cassini (XVIIIe siècle), la carte d'état-major (1820-1866) et les cartes ou photos aériennes de l'IGN pour la période actuelle (1950 à aujourd'hui).

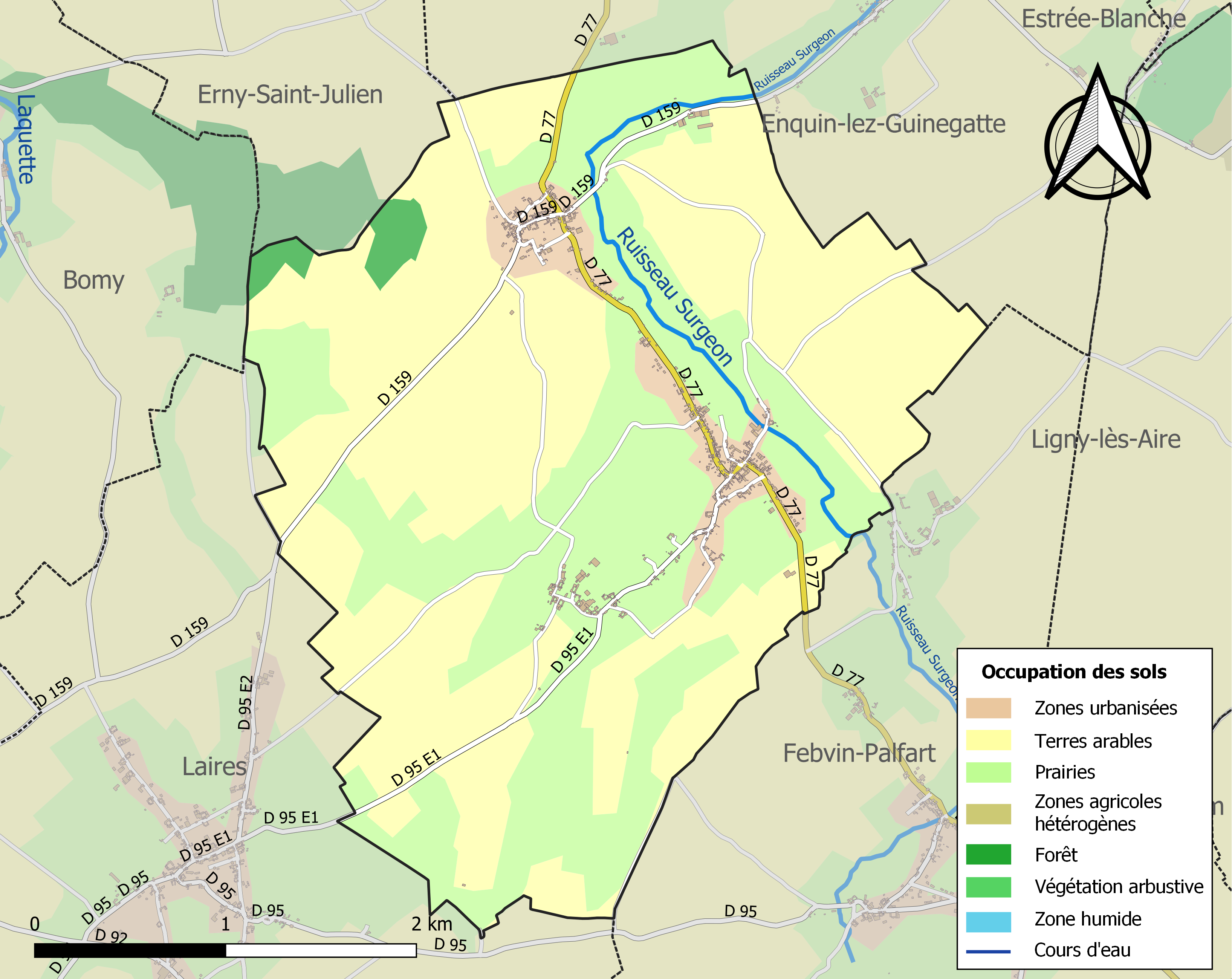
Carte des infrastructures et de l'occupation des sols de la commune en 2018 (CLC).

### Voies de communication et transports

#### Voies de communication
La commune est desservie par les routes départementales D 77, D 95 E1 et D 159 et est située à 18 km de la sortie no 5 de l'autoroute A 26, aussi appelée autoroute des Anglais, reliant Calais à Troyes.

#### Transport ferroviaire
La commune se trouve à (18 km) de la gare de gare de Pernes - Camblain, située sur la ligne de Fives à Abbeville, desservie par des trains TER Hauts-de-France.

## Toponymie

### Fléchin
Le nom de la localité est attesté sous les formes Felciacus en 994 ; Felzi en 1096 ; Felchin en 1152 ; Flechin en 1168 ; Felcin en 1187 ; Flécin en 1299 ; Fléchy en 1318 ; Fleschin en 1545 ; Fléchain en 1559 ; Flechin en 1793-1801 et Fléchin depuis 1801.
Félchin en picard.
La commune de Fléchin absorbe, en 1822, les communes de Boncourt et de Cuhem.

#### Boncourt
Boncourt est attesté sous les formes Bocot en 1136 ; Bocolt en 1157 ; Bechout au XIIe siècle ; Bécout en 1294 ; Bekourt à la fin du XIIIe siècle ; Boucoud en 1342 ; Becoud en 1353 ; Boincourt en 1520-1521 ; Boucourt en 1444 ; Bécourt en 1528.
Il s'agit d'une altération romane du flamand (néerlandais) *Beukenhout, finalement francisé en bon-court (d'après les nombreux toponymes en -court « domaine rural »). Ce composé néerlandais est formé des éléments boek / beuk « hêtre » et holt / hout « bois », d'où le sens global de « bois de hêtres, hêtraie ».

#### Cuhem
Cuhem attesté sous les formes Culham en 1096 ; Culhem en 1187 ; Chuhem en 1199 ; Cuhem en 1223 ; Cohem en 1227 et Cuhem en 1793-1801.
Cuhin en picard et Kulem en flamand.

## Histoire
En 1424, Antoine d'Haverskerque est seigneur de Fontaines et de Fléchin ; il fait un don à la Collégiale Saint-Pierre d'Aire-sur-la Lys.

Armoiries de Boulles de Fléchin, apparaissant déjà dans des armoriaux du XIIIe siècle.

En janvier 1621, la terre (seigneurie) de Fléchin est érigée en comté, unie à celle de Marles, (sans doute Marles-les-Mines), pour porter le nom de comté de Marles.

### Famille de Fléchin
Fléchin a donné son nom à une famille de la noblesse : la famille de Fléchin.
En 1285, selon Jacques Bretel, un certain Simon, surnommé Boulles de Fléchin, se distingue dans la mêlée du tournoi de Chauvency.
Au XVIIe siècle, des membres de la famille de Fléchin combattent au service du roi de France et sont seigneurs puis marquis de Wamin.
Édouard de Fléchin, seigneur de Wamin, est chef d'un régiment de cavalerie au XVIIe siècle. Il est mort colonel de cavalerie après s'être distingué au siège de Saint-Omer.
François de Fléchin, seigneur de Wamin, fils d'Édouard, reçoit en novembre 1693, des lettres prises à Versailles, lui accordant le titre de marquis. François de Fléchin, jusque là, écuyer et seigneur de Wamin, a servi en qualité de page à la Chambre du roi pendant trois ans puis a été trois ans officier subalterne dans le régiment de cavalerie de feu le sieur de Wamin, son père, dans lequel le roi lui a donné une compagnie incorporée ensuite dans le régiment de Bardage (ou Bordage). François de Fléchin est resté neuf ans dans ce régiment et a participé à plusieurs batailles, aux prises de Condé, Bouchain, Gand, Ypres, Saint-Omer, Cambrai et Valenciennes (Guerre de Hollande terminée par les traités de Nimègue en 1678). Son grand-père commandant le régiment de Rambux (régiment de Rambures?) a été tué au siège de La Rochelle, les deux frères de son aïeul étant également tués, l'un le sieur de La Ferté, proche du château de Caumont près d'Hesdin étant major de cavalerie, et l'autre au siège d'Aire, capitaine d'infanterie. Sa fille Marie Jeanne de Fléchin épouse Oudart François Lhoste, seigneur de Willeman.

### Autres personnalités
Adrien de Noyelles, seigneur de Marles, Fléchin, Corroy, baron de Rossignol, chevalier, conseiller d'État et de guerre des archiducs, (gouverneurs des Pays-Bas espagnols), gouverneur d'Arras, chef des domaines et finances, bénéficie en janvier 1621, de lettres données à Bruxelles érigeant la terre de Fléchin en comté, unie à celle de Marles, (sans doute Marles-les-Mines), pour porter le nom de comté de Marles.

### Regroupement de communes
La commune de Fléchin absorbe en 1822 les communes de Boncourt et de Cuhem.

## Politique et administration

### Découpage territorial
La commune se trouve dans l'arrondissement de Saint-Omer du département du Pas-de-Calais, depuis 1801.

#### Commune et intercommunalités
La commune est membre de la communauté d'agglomération du Pays de Saint-Omer.

#### Circonscriptions administratives
La commune est rattachée au canton de Fruges. Avant le redécoupage cantonal de 2014, elle était, depuis 1801, rattachée au canton de Fauquembergues.

#### Circonscriptions électorales
Pour l'élection des députés, la commune fait partie de la sixième circonscription du Pas-de-Calais.

### Élections municipales et communautaires

#### Liste des maires
| Période                                  | Période                        | Identité          | Étiquette | Qualité                                               |
| ---------------------------------------- | ------------------------------ | ----------------- | --------- | ----------------------------------------------------- |
| Les données manquantes sont à compléter. |                                |                   |           |                                                       |
| avant 1859                               |                                | Dominique Pruvost |           |                                                       |
| Les données manquantes sont à compléter. |                                |                   |           |                                                       |
|                                          |                                |                   |           |                                                       |
| mars 2001                                | 2008                           | Henri Lambert     |           | Agriculteur retraité                                  |
| mars 2008                                | 2014                           | Albert Piquet     |           | Retraité d'Arc International                          |
| mars 2014                                | En cours (au 22 décembre 2021) | Jacqueline Dumetz |           | Comptable retraitée, Réélue pour le mandat 2020-2026, |

## Équipements et services publics

### Enseignement
La commune est située dans l'académie de Lille et dépend, pour les vacances scolaires, de la zone B.
Elle administre une école primaire en regroupement pédagogique intercommunal (RPI 113).

### Justice, sécurité, secours et défense
La commune dépend du tribunal judiciaire de Saint-Omer, du conseil de prud'hommes de Saint-Omer, de la cour d'appel de Douai, du tribunal de commerce de Boulogne-sur-Mer, du tribunal administratif de Lille, de la cour administrative d'appel de Douai, du pôle nationalité du tribunal judiciaire de Boulogne-sur-Mer et du tribunal pour enfants de Saint-Omer.

## Population et société

### Démographie
Les habitants de la commune sont appelés les Fléchinois.

#### Évolution démographique
L'évolution du nombre d'habitants est connue à travers les recensements de la population effectués dans la commune depuis 1793. Pour les communes de moins de 10 000 habitants, une enquête de recensement portant sur toute la population est réalisée tous les cinq ans, les populations de référence des années intermédiaires étant quant à elles estimées par interpolation ou extrapolation. Pour la commune, le premier recensement exhaustif entrant dans le cadre du nouveau dispositif a été réalisé en 2005.

En 2022, la commune comptait 473 habitants, en évolution de −2,47 % par rapport à 2016 (Pas-de-Calais : −0,72 %, France hors Mayotte : +2,11 %).
| 1793 | 1800 | 1806 | 1821 | 1831 | 1836 | 1841 | 1846 | 1851 |
| ---- | ---- | ---- | ---- | ---- | ---- | ---- | ---- | ---- |
| 214  | 241  | 204  | 276  | 568  | 558  | 575  | 586  | 611  |

| 1856 | 1861 | 1866 | 1872 | 1876 | 1881 | 1886 | 1891 | 1896 |
| ---- | ---- | ---- | ---- | ---- | ---- | ---- | ---- | ---- |
| 640  | 646  | 700  | 671  | 698  | 687  | 668  | 649  | 643  |

| 1901 | 1906 | 1911 | 1921 | 1926 | 1931 | 1936 | 1946 | 1954 |
| ---- | ---- | ---- | ---- | ---- | ---- | ---- | ---- | ---- |
| 693  | 661  | 661  | 705  | 719  | 712  | 692  | 697  | 696  |

| 1962 | 1968 | 1975 | 1982 | 1990 | 1999 | 2005 | 2006 | 2010 |
| ---- | ---- | ---- | ---- | ---- | ---- | ---- | ---- | ---- |
| 642  | 601  | 575  | 532  | 470  | 454  | 512  | 525  | 509  |

| 2015 | 2020 | 2022 | - | - | - | - | - | - |
| ---- | ---- | ---- | - | - | - | - | - | - |
| 488  | 480  | 473  | - | - | - | - | - | - |

#### Pyramide des âges
En 2018, le taux de personnes d'un âge inférieur à 30 ans s'élève à 35,9 %, soit en dessous de la moyenne départementale (36,7 %). À l'inverse, le taux de personnes d'âge supérieur à 60 ans est de 27,1 % la même année, alors qu'il est de 24,9 % au niveau départemental.
En 2018, la commune comptait 243 hommes pour 236 femmes, soit un taux de 50,73 % d'hommes, largement supérieur au taux départemental (48,5 %).
Les pyramides des âges de la commune et du département s'établissent comme suit.
| Hommes | Classe d’âge | Femmes |
| ------ | ------------ | ------ |
| 0,8    | 90 ou +      | 0,4    |
| 4,9    | 75-89 ans    | 8,1    |
| 18,4   | 60-74 ans    | 21,6   |
| 17,2   | 45-59 ans    | 17,8   |
| 20,5   | 30-44 ans    | 18,6   |
| 13,9   | 15-29 ans    | 14,0   |
| 24,2   | 0-14 ans     | 19,5   |

| Hommes | Classe d’âge | Femmes |
| ------ | ------------ | ------ |
| 0,5    | 90 ou +      | 1,6    |
| 5,6    | 75-89 ans    | 8,9    |
| 16,7   | 60-74 ans    | 18,1   |
| 20,2   | 45-59 ans    | 19,2   |
| 18,9   | 30-44 ans    | 18,1   |
| 18,2   | 15-29 ans    | 16,2   |
| 19,9   | 0-14 ans     | 17,9   |

## Culture locale et patrimoine

### Lieux et monuments
La commune de Fléchin a la particularité de posseder trois églises, résultat de l'absorption, en 1822, des communes de Boncourt et Cuhem : l'église Saint-Martin (XIIe – XVIIe siècle) à Fléchin, l'église Saint-Pierre (XVIIIe siècle) à Boncourt et l'église Saint-Jacques (XVIe – XIXe siècle) à Cuhem. Les trois églises sont des édifices de culte.

#### Monument historique
- L'église Saint-Martin de Fléchin (XIIe – XVIIe siècle) fait l’objet d’une inscription au titre des monuments historiques depuis le 26 mai 1926[46]. Elle héberge 17 éléments patrimoniaux, répertoriés dans la base Palissy, classés ou inscrits au titre d'objet des monuments historiques, dont dix sont classés[47].

#### Autres lieux et monuments
- L'église Saint-Jacques de Cuhem. Elle héberge treize éléments patrimoniaux, répertoriés dans la base Palissy, classés ou inscrits au titre d'objet des monuments historiques, dont deux sont classés[48].
- L'église Saint-Pierre de Boncourt. Elle héberge cinq éléments patrimoniaux, répertoriés dans la base Palissy, classés ou inscrits au titre d'objet des monuments historiques, dont deux sont classés[49].
- Le monument aux morts[50].
- Le moulin du Crocq, XIXe siècle[51].
- Le moulin de la Carnoye, XVIIIe siècle[52].
- Des fermes anciennes[53]
- Des chapelles[54]

### Personnalités liées à la commune
- Octave-Joseph de Trazegnies (1637-1698), comte de Fléchin.
- Charles Jonnart (1857-1927) est un homme politique français, né à Fléchin. Député, gouverneur d'Algérie. Jonnart est élu en 1923 à l'Académie française.

### Héraldique

Armes de la famille de Fléchin : fascé d'or et de sable.

| Blason de Fléchin | Blason  | Fascé d'or et de sable, à un lion de gueules brochant.                                                                                       |
| Blason de Fléchin | Détails | Armes de la famille de Fléchin, auxquelles a été ajouté le lion de la maison de Trazegnies. Le statut officiel du blason reste à déterminer. |

## Pour approfondir